# Creal Springs (Illinois)
Creal Springs – miasto w Stanach Zjednoczonych, w stanie Illinois, w hrabstwie Williamson.